# 1re division (Reichswehr)
Pour les articles homonymes, voir 1re division.

La 1re division (en allemand : 1. Division) est une des divisions d'infanterie de la Reichswehr de la République de Weimar dans la période entre-deux-guerres, disparue en octobre 1934.

## Création
Dans l'ordonnance du 31 juillet 1920 pour la réduction de l'armée (pour se conformer à la limite supérieure de la taille de l'armée contenues dans le traité de Versailles), il a été déterminé que, dans tous les Wehrkreis (district militaire), une division serait établi le 1er octobre 1920.
 
La 1re division a été créée en janvier 1921 à partir des Reichswehr-Brigaden 1 et 20, faisant tous partie de l'ancienne Übergangsheer (Armée de transition).
La Division se compose de:
- 3 régiments d'infanterie,
- un régiment d'artillerie,
- un bataillon du génie,
- un bataillon des transmissions,
- un bataillon de transport
- un bataillon médical.

L'unité a cessé d'exister en tant que telle, fin octobre 1934, et ses unités subordonnées ont été transférés à l'une des 21 divisions nouvellement créées cette année-là.
Le 1er octobre 1934, la 21. Infanterie-Division de la Wehrmacht est formée à Elbing sous le nom de couverture Kommandant von Elbing, nom qui sera conservé jusqu'au 15 octobre 1935.

Les régiments d'infanterie ont été formés à partir du 3. (Preußisches) Infanterie-Regiment de la 1. Division de la Reichswehr.

## Commandants
Le commandant de la Wehrkreis I (Wehrkreiskommando) était en même temps le commandant de la 1re division.
| Grade                  | Nom                            | Début             | Fin               |
| ---------------------- | ------------------------------ | ----------------- | ----------------- |
| General der Infanterie | Johannes von Dassel (de)       | 1er octobre 1920  | 31 octobre 1923   |
| Generaloberst          | Wilhelm Heye                   | 1er novembre 1923 | 31 octobre 1926   |
| General der Infanterie | Friedrich Freiherr von Esebeck | 1er novembre 1926 | 30 septembre 1929 |
| General der Infanterie | Werner von Blomberg            | 1er octobre 1929  | 30 janvier 1933   |

## Garnisons
L'état-major de la Division est basé à Königsberg.

## Organisation

### Subordination
La 1re division est rattachée au Gruppenkommando 1 / Wehrkreiskommando I

### Ordre de bataille
- Infanterieführer I
  - 1er régiment (prussien) d'infanterie
  - 2e régiment (prussien) d'infanterie
  - 3e régiment (prussien) d'infanterie
- Artillerieführer I
  - 1.(Preußisches) Artillerie-Regiment
- 1.(Preußisches) Pionier-Bataillon
- 1.(Preußisches) Nachrichten-Bataillon
- 1.(Preußisches) Kraftfahr-Abteilung
- 1.(Preußisches) Sanitäts-Abteilung

## Annexe